# Tembiaporá

Tembiaporá é um distrito do Paraguai, localizado no departamento de Caaguazú. Possui área de 444 km2 e 15648 habitantes. Emancipada em 29 de dezembro de 2011, sendo independente do município de Raúl Arsenio Oviedo.

## Transporte
O município de Tembiaporá é servido pela seguinte rodovia:
- Caminho de terra ligando a cidade ao município de Vaquería.[2][3][4]